# Weeleus acutus
Weeleus acutus is een insect uit de familie van de mierenleeuwen (Myrmeleontidae), die tot de orde netvleugeligen (Neuroptera) behoort. 
Weeleus acutus is voor het eerst wetenschappelijk beschreven door Walker in 1853.